# Affondamento

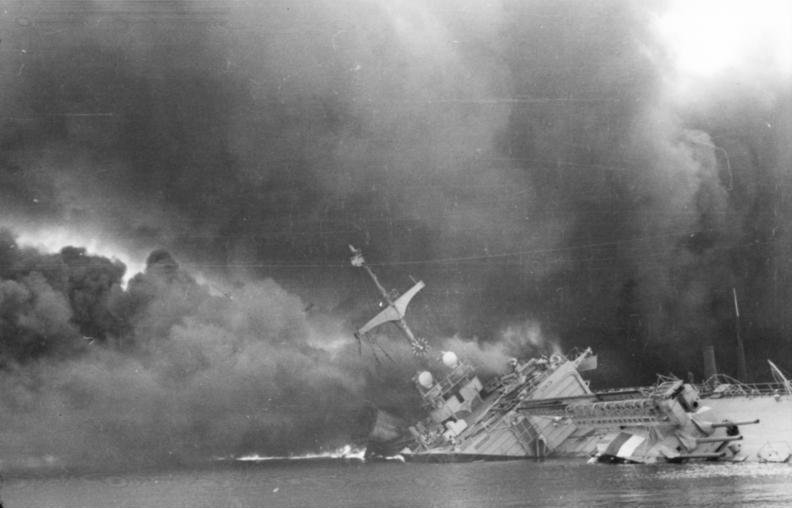
Autoaffondamento dell'incrociatore francese Marseillaise a Tolone, 27 novembre 1942

Nella terminologia nautica italiana, un affondamento è l'azione bellica volontaria posta in essere per ottenere la sommersione completa di un'imbarcazione o di una nave, sia essa passeggeri (considerato crimine di guerra) o mercantile civile (obiettivo legittimo solo se appartenente a potenza non neutrale), o nave da guerra e/o sottomarino militare.
Gergalmente, nel caso tale azione non riesca a raggiungere lo scopo con la dichiarazione di "perdita totale" e la cancellazione dai registri del naviglio (militare o civile), si parla di «semiaffondamento», mentre per l'azione di sabotaggio intenzionale per evitare la cattura della nave da parte del nemico si parla di «autoaffondamento».
Sono quindi escluse da tale definizione tutte le fattispecie di sinistri marittimi che portino alla perdita della nave (ovvero di innavigabilità assoluta della stessa) causata per fatto accidentale fortuito, doloso o colposo, per le quali si utilizza invece il termine generico di "naufragio" come definito dal codice della navigazione e leggi collegate.

## Affondamenti celebri

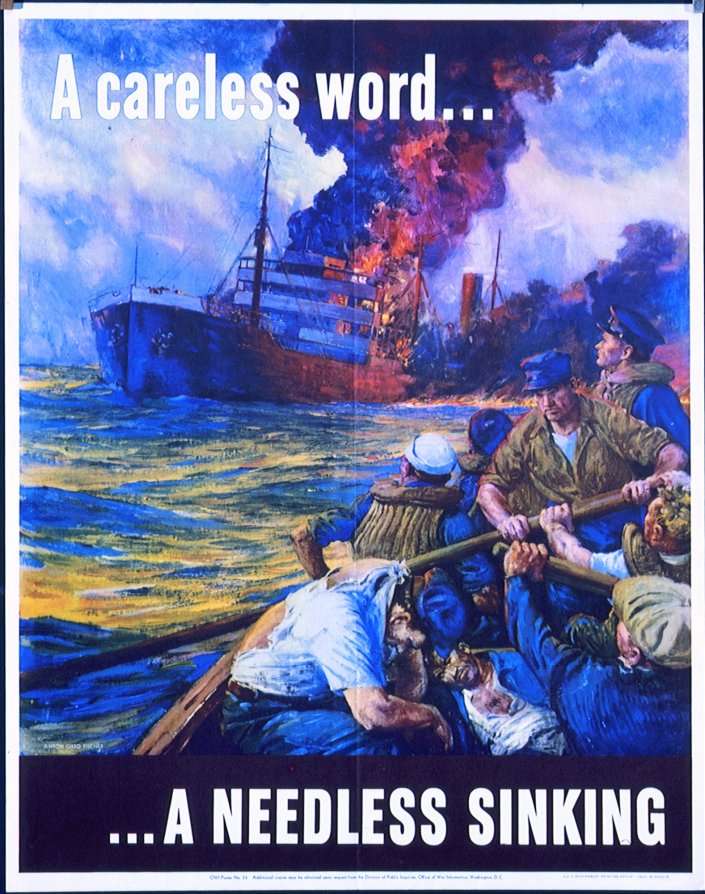
Manifesto propagandistico della seconda guerra mondiale.

- Affodamento del transatlantico Lusitania; 7 maggio 1915, 1.198 morti, una delle cause che trascinò gli Stati Uniti d'America in guerra a fianco degli Alleati il 6 aprile 1917.
- HMHS Britannic - 21 novembre 1916, 30 morti
- Affondamento della HMS Royal Oak, durante la seconda guerra mondiale
- RMS Lancastria -  17 giugno 1940, 2.000-5.000 morti
- Affondamento della flotta francese a Mers-el-Kébir, durante la seconda guerra mondiale
- Shuntien - 23 dicembre 1942, silurato e affondato dallo U 559 tedesco al largo di Tobruch, muoiono tra gli 800 e 1.000 prigionieri italiani.
- Caribou - affondato da un U-Boot tedesco 14 ottobre 1942, 135 morti
- RMS Nova Scotia - 28 novembre 1942, affondato dal sommergibile tedesco U 177, vi trovano la morte 858 persone di cui 651 prigionieri di guerra italiani.
- Tango Maru - 29 giugno 1944, 3.000 morti
- Ryusei Maru - 29 giugno 1944, 4.998 morti
- Toyama Maru - 29 giugno 1944, circa 5.600 morti
- Koshu Maru - 3 agosto 1944, circa 1.540 morti
- Junyo Maru - 18 settembre 1944, circa 5.620 morti
- Wilhelm Gustloff - 30 gennaio 1945, 7.700-9.343 morti (considerato il più grave disastro di ogni epoca, atto di guerra)
- General von Steuben - 9 febbraio 1945, 4.000-4.500 morti
- Goya - 16 aprile 1945, oltre 7.000 morti
- Cap Arcona - 3 maggio 1945 7.000-8.000 morti compresi quelli sul Thielbek e Athen
- Thielbek - 3 maggio 1945, circa 2750 morti
- Affondamento del General Belgrano, durante la guerra delle Falkland/Malvinas nel 1982
- Affondamento della Cheonan da parte di un minisommergibile nord-coreano nel 2010

## Autoaffondamenti celebri
- Autoaffondamento della flotta tedesca a Scapa Flow, dopo la fine della prima guerra mondiale
- Autoaffondamento della flotta francese a Tolone, durante la seconda guerra mondiale

### Fonti normative internazionali
- Seconda conferenza e convenzione dell'Aia del 1907 (firmata ma mai ratificata dall'Italia [ma si veda legge di guerra e di neutralità], ratificata dalla Svizzera nel 1910)
  -  III - Apertura delle ostilità (PDF), su admin.ch. URL consultato il 25 aprile 2019 (archiviato dall'url originale il 23 aprile 2005).
  -  VI - Status delle navi mercantili nemiche allo scoppio delle ostilità (PDF), su admin.ch. URL consultato il 25 aprile 2019 (archiviato dall'url originale il 23 aprile 2005).
  -  VII - Conversione delle navi mercantili in navi da guerra (PDF), su admin.ch. URL consultato il 25 aprile 2019 (archiviato dall'url originale il 23 aprile 2005).
  -  VIII - Messa in posa di mine sottomarine a percussione automatica (PDF), su admin.ch. URL consultato il 25 aprile 2019 (archiviato dall'url originale il 23 aprile 2005).
  -  IX - Bombardamento di forze navali in tempo di guerra (PDF), su admin.ch. URL consultato il 25 aprile 2019 (archiviato dall'url originale il 24 ottobre 2004).
  -  X - Adattamento alla guerra navale dei principi della Convenzione di Ginevra (PDF), su admin.ch. URL consultato il 25 aprile 2019 (archiviato dall'url originale il 23 aprile 2005).
  -  XI - Di alcune restrizioni circa l'esercizio del diritto di cattura nella guerra navale (PDF), su admin.ch. URL consultato il 25 aprile 2019 (archiviato dall'url originale il 23 aprile 2005).
  -  XIII - Diritti e doveri delle Potenze neutrali nella guerra navale (PDF), su admin.ch. URL consultato il 25 aprile 2019 (archiviato dall'url originale il 23 aprile 2005).

### Fonti normative italiane
- Regio decreto 8 luglio 1938, n. 1415, in materia di "Approvazione dei testi della legge di guerra e della legge di neutralità" aggiornato.
- Regio decreto 5 settembre 1938, n. 1823, in materia di "Norme di procedura per i giudizi davanti al Tribunale delle prede" aggiornato.
- Regio decreto 30 marzo 1942, n. 327, in materia di "Codice della navigazione" aggiornato.
- Decreto del presidente della Repubblica 28 giugno 1949, n. 631, in materia di "Regolamento per la navigazione interna".
- Decreto del presidente della Repubblica 15 febbraio 1952, n. 328, in materia di "Regolamento per l'esecuzione del Codice della navigazione (Navigazione marittima)" aggiornato.

### Manuali
- Natalino Ronzitti, Manuale di diritto umanitario applicabile a conflitti armati in mare, Ministero della difesa, Roma, 1994

### Saggi storici
- K.C. Barnaby I più importanti disastri navali, Mursia, ISBN 9788842536512.